# Louise Bourgeois
Josephine Louise Bourgeois (París, 25 de desembre de 1911 - Nova York, 31 de maig de 2010) fou una escultora i artista francesa.
Louise Bourgeois va néixer i es va criar a França, però passà la major part de la seva carrera artística a Nova York, on es va traslladar el 1938 després de casar-se amb l'historiador d'art nord-americà Robert Goldwater (1907-1973).
El reconeixement de la seva tasca artística va ser notable, sobretot durant els darrers anys de la seva vida, quan va esdevenir una important influència per a les noves generacions d'artistes, especialment dones.

## Biografia
La seva família va viure i treballar a Choisy-le-Roi, als afores de París. Filla de Louis i de Josefina, tenia una germana, Henrietta, i un germà, Peter.
Els seus pares eren restauradors de tapissos antics, cosa que no va ser, segons ella, determinant en la seva carrera com a artista. No obstant això, a l'edat de deu anys va començar a ajudar sos pares a dissenyar tapissos quan el dissenyador Richard Guino estava absent. Aquest va ser el seu primer contacte amb l'art: "Quan els meus pares em van demanar que reemplacés Richard Guino, això va donar dignitat al meu art. És tot el que demanava". Louise tenia la sensació de ser útil. De nena va descobrir que la seva jove mainadera anglesa era l'amant del seu pare i que sa mare consentia la relació. Aquest descobriment la va marcar profundament.
Després d'obtenir la llicenciatura el 1932 al Lycée Fénelon, va estudiar matemàtiques avançades a la Sorbona, i s'especialitzà en geometria, amb l'esperança de trobar l'ordre i la lògica en la seva vida. Bourgeois es va allunyar de les matemàtiques, massa acadèmiques per al seu gust: "Per expressar les tensions insuportables de la família, calia que la meva ansietat treballés sobre formes que pogués canviar, destruir i reconstruir". Va començar a estudiar art a París, primer a l'Ecole des Beaux-Arts i després en moltes acadèmies, entre aquestes l'Acadèmia Ranson i l'Escola del Louvre. Va tenir com a professors artistes com Paul Colin, Cassandra o Fernand Léger.
El 1937, va conèixer l'historiador d'art nord-americà Robert Goldwater. S'hi va casar i es va traslladar amb ell a Nova York l'any següent, on va residir al barri de Chelsea. Allà entra en contacte amb el centre dels surrealistes, molts dels quals havien sortit de França cap als Estats Units durant la Segona Guerra Mundial, i va presentar la primera exposició individual el 1945. Va tenir tres fills: Michael (adoptat), Jean-Louis i Alain.
El 2009 va ser honrada pel National Women's Hall of Fame amb nou ciutadans dels EUA, com a reconeixement per haver marcat la història dels Estats Units. Va morir el 31 de maig de 2010 a l'edat de 98 anys.

## Obra

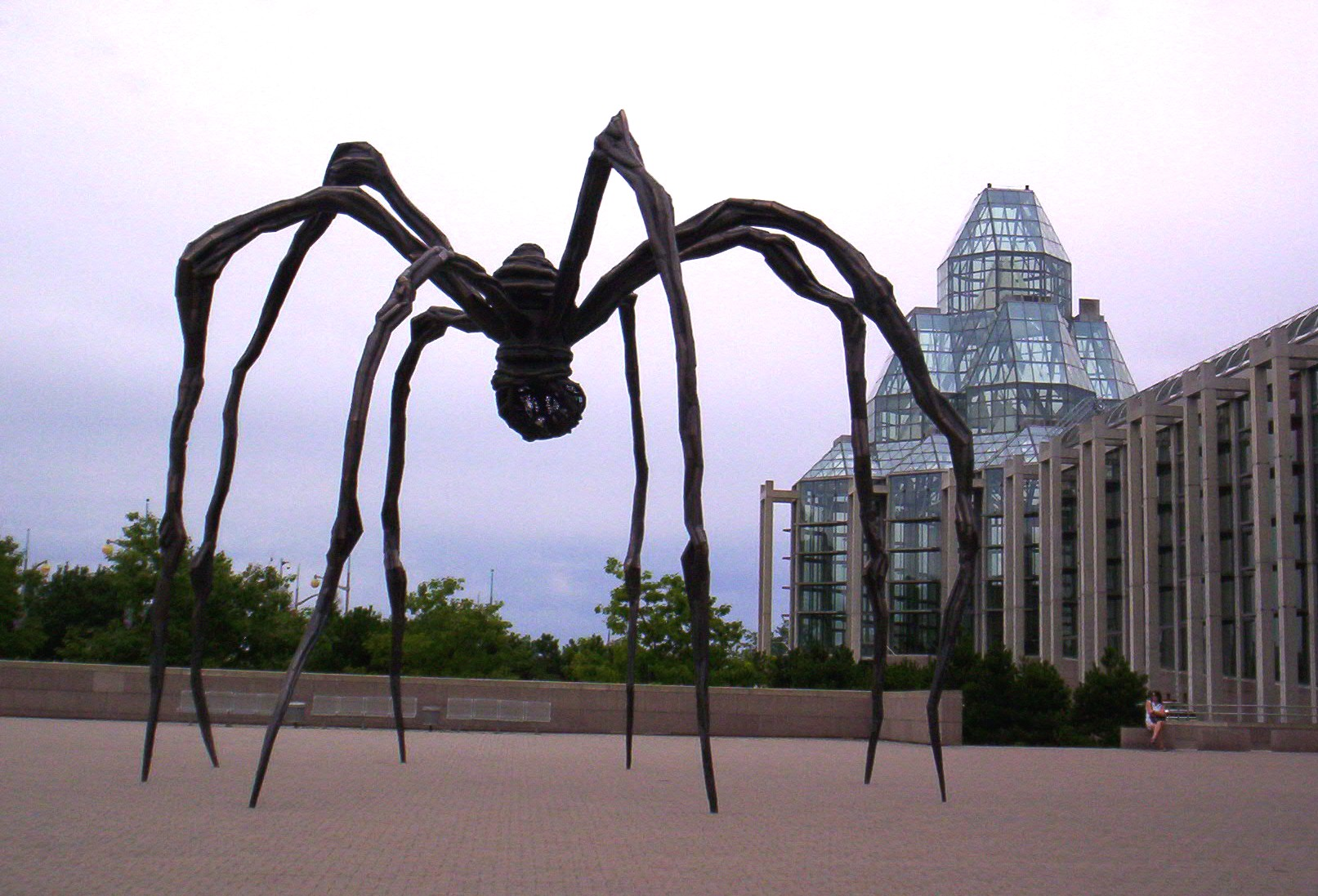
Una de les escultures de Bourgeois amb forma d'aranya monumental a Ottawa

Impulsada per una agudesa psicològica poc comuna, Louise Bourgeois mai va deixar de tractar els temes universals: les relacions entre les persones, l'amor i la frustració entre amants o membres d'una família, l'erotisme... tot això amb malícia, ira o afecte. L'art, "garantia de salut mental", era el que li permetia de transformar els seus dimonis en aliats.
Des dels seus primers dibuixos, pintures i gravats, la seva obra gira a l'entorn de la procreació, el naixement i la maternitat sota la forma de les dones casa, barrejant l'arquitectura i el cos, l'orgànic i els blocs geomètrics: bust amb casa de columnes a les espatlles, costelles en forma d'escales i portes. Però el fil de la seva obra és el fal·lus (el pare), que ella anomena "nena" i l'aranya (la mare). Segons Louise Bourgeois, l'aranya representa la mare, "perquè la meva millor amiga va ser ma mare, i ella va ser tan intel·ligent, pacient, neta, útil i raonable com una aranya". L'aranya és el símbol dels tapissos que reparava la seva mare (com si fossin una teranyina) i tots els assumptes pertanyents a aquests: agulles, fils.
A la dècada de 1950, les seves escultures tenen l'aspecte de tòtems sinuosos i suaus d'inspiració surrealista. En aquest moment, Louise Bourgeois pateix de nostàlgia, diu "estar de dol per França" i sentir un "caos total". Troba a faltar la seva família i amics i va començar a crear personatges sota la forma de tòtems de fusta; el tòtem, a l'estil americà, és una invitació a dibuixar la seva presència màgica, una veritable teràpia.
Com que va treballar fora de l'escena artística, va fer poques exposicions personals fins que als anys 70 es va despertar un gran interès pels seus treballs. El desenvolupament de la seva obra va adquirir un gir completament nou. No sols els temes latents fins ara -la feminitat, la sexualitat, la família, l'adolescència, la solitud- esdevenen omnipresents, sinó que canvia completament la manera de tractar-los: amb escultures, instal·lacions fetes amb materials i objectes molt variats, de vegades personals. El 1982-1983, el MOMA li dedica la primera exposició retrospectiva.
Bourgeois impregna les seves obres, sobretot les escultures, de la vena psíquica sorgida dels seus traumes personals. Plenament conscient d'aquesta dimensió de la seva obra, està lluny de les representacions literals que caracteritza, en particular, el surrealisme en la seva relació amb l'inconscient, i va ser en aquest sentit que va obrir una nova via molt avantguardista dins de l'art contemporani. Les seves escultures monumentals d'aranyes, construccions oníriques, són un dels exemples més coneguts.

## Exposicions
Al 1988 el Museum Overholland d'Amsterdam presenta una retrospectiva dels seus dibuixos. I el Taft Museum of Art de Cincinnati organitza l'exposició Louise Bourgeois, itinerant per diversos museus. L'any següent la Frankfurter Kunstverein, de Frankfurt, realitza una exposició retrospectiva que inclou 160 obres i que, en intinerari per diferents museus europeus, s'exposa a la Fundació Antoni Tàpies, a Barcelona. El 1994 el Museu d'Art Modern (MoMA) de Nova York fa una exposició retrospectiva de la seva obra en paper. El mateix anys l'exposició Louise Bourgeois: The Personatges s'inaugura al Saint Louis Art Museum. Al 2001 exposa al Museu Guggenheim Bilbao i l'Hermitage de Sant Petersburg mostra una exposició retrospectiva de la seva obra. Al 2007 s'inaugura una retrospectiva sobre l'artista a la Tate Modern de Londres, i al 2008 al Museu Nazionale di Capodimonte, de Nàpols.
El Centre Pompidou va organitzar del 5 de març al 2 de juny de 2008, en col·laboració amb la Tate Modern de Londres, una exposició de més de 200 obres (pintures, escultures, dibuixos, gravats, objectes) retrospectives de l'obra de Louise Bourgeois.
El Museu Picasso de Màlaga (10 de juny a 27 de setembre de 2015) amb col·laboració del Moderna Museet d'Estocolm, organitzà una retrospectiva amb més de cent obres, des dels primers dibuixos de 1938 fins a les obres escultòriques de 2009.

## Obres
- He Disappeared into Complete Silence (1947, rééd. 2008), París.[11]
- Cumul I (1969).
- La Destruction du père (1974) marca una ruptura dins la seva vida i la seva obra.
- Sèrie «Red Rooms» dins els anys 1990.
- Precious Liquid (1992), Centre Pompidou, espai cilíndric obscur que representa un antic depòsit de terrat.
- Spider (1997).
- Maman (2005), sèrie d'escultures gegants d'aranyes que es troben a Ottawa, Bilbao (de 1999), Tòkio, Seül, Sant Petersburg, París i l'Havana.[12]
- L'Arc de l'hystérie (1993), escultura en bronze amb una pàtina de nitrat de plata. Centre Pompidou, París.

## Premis i reconeixements
El 1977 és nomenada Doctora Honoris Causa en Art per la Universitat Yale. El 1981 és escollida Membre de l'American Academy of Arts and Sciences de Nova York. I el 1983 és elegida membre de l'American Academy of Arts and Letters de Nova York.
El 1985 és nomenada Officier de l'Ordre des Arts et des Lettres pel Ministeri de Cultura francès.
El 1988 rep la Medalla Skowhegan d'Escultura. I l'any següent el Premi a l'artista distingida per la seva trajectòria del College Art Association i la Medalla d'Or de l'American Academy and Institute of Arts and Letters.
El 1990 rep el Premi a la distinció en escultura 1990, atorgat pel Centre d'escultura de Nova York. L'any següent rep el Premi a l'assoliment de tota la vida, atorgat pel Centre Internacional d'Escultura, de Washington DC i el Gran Premi Nacional d'Escultura atorgat pel Ministeri de Cultura francès.
L'any 1999 rep el Lleó d'Or de la XLVIII Biennal de Venècia, en reconeixement de la seva carrera, i se li atorga el Praemium Imperiale d'escultura, atorgat per la Japan Art Association. El 2000 és nomenada membre honorari de l'Acadèmia de Belles Arts de Viena. I el 2003 rep el Premi de la Fundació Wolf de les Arts.